# Rebecca (1940)
Rebecca (bra: Rebecca, a Mulher Inesquecível; prt: Rebecca) é um suspense psicológico e romance gótico de 1940, dirigido por Alfred Hitchcock em seu primeiro projeto norte-americano, assim como foi seu primeiro filme produzido no âmbito do seu contrato com David O. Selznick, produtor de ... E o vento levou (1939). Estrelado por Joan Fontaine e Laurence Olivier, o filme é um conto gótico sobre as memórias persistentes da personagem-título, que, mesmo depois de sua morte, ainda afeta os personagens principais.
O roteiro do filme baseou-se no romance homônimo escrito por Daphne Du Maurier, que fora publicado em 1938. Foi o filme de abertura no primeiro Festival Internacional de Berlim. 
Com onze indicações ao Oscar, o filme conseguiu arrebatar duas estatuetas do prêmio, incluindo a de melhor filme. 

## Sinopse
O filme começa com uma narração de uma mulher falando as primeiras linhas do romance: "A noite passada sonhei que voltava à Manderley novamente". Enquanto são mostradas imagens de uma mansão em ruínas, ela continua dizendo que nunca poderá retornar à Manderley, pois esta já não existe mais, exceto como uma ruína. 

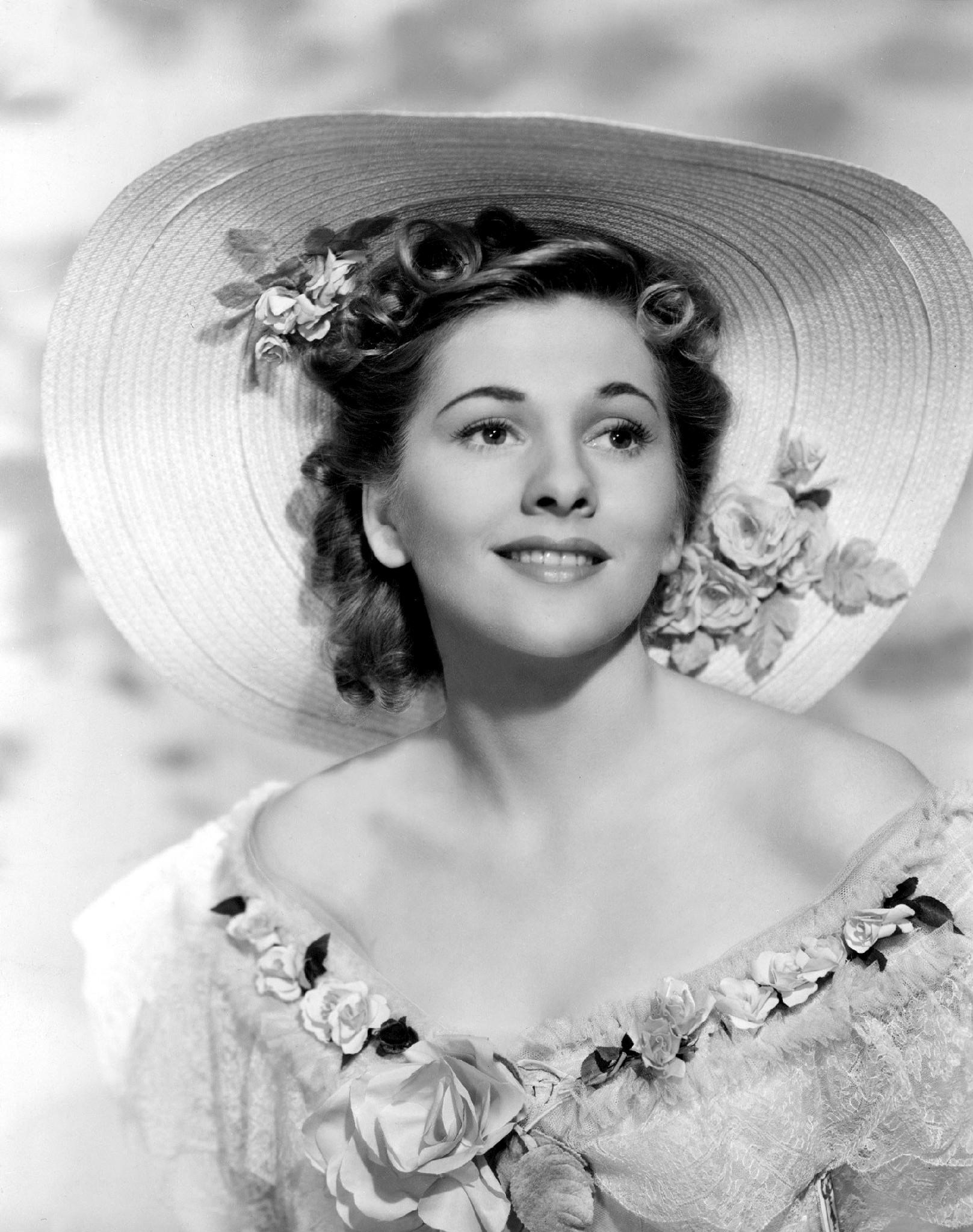
Joan Fontaine caracterizada para a cena do baile em que Maxim (Olivier) apresenta a sua nova esposa (Fontaine) à alta sociedade.

Joan Fontaine interpreta uma jovem - cujo nome nunca é revelado no decorrer do filme - que trabalha como dama-de-companhia para a esnobe dama da alta sociedade Edythe Van Hopper (Florence Bates). Em Monte Carlo, a jovem conhece o aristocrata viúvo Maximilian "Maxim" de Winter (Laurence Olivier), e eles se apaixonam. Dentro de semanas, decidem se casar. 
Maxim leva sua nova esposa para Manderley, sua casa de campo na Cornualha. No entanto, a jovem começa a se sentir uma estranha dentro da velha mansão, pois há relutância principalmente por parte da governanta, a Sra. Danvers (Judith Anderson), em aceitar a jovem como a nova dona da casa. A governanta ainda vive obcecada com a beleza e sofisticação de Rebecca, a falecida primeira esposa de Maxim, e preserva o antigo quarto desta como um santuário. O primo de Rebecca, Jack Favell (George Sanders) - que na verdade era um de seus amantes -, ocasionalmente aparece na casa quando Maxim está ausente, e conhece a Sra. Danvers muito bem, chamando-a intimamente (da mesma forma como Rebecca a chamava), pelo nome "Danny".
A nova Sra. de Winter se sente intimidada pela Sra. Danvers e pela responsabilidade de ser a nova castelã de Manderley. Como resultado, ela começa a duvidar de seu relacionamento com o marido. E a presença contínua de Rebecca na casa começa a assombrá-la. Tudo isso acaba virando uma espécie de tortura psicológica para a jovem. 
Mas o filme dá uma reviravolta, e quando a jovem começa a descobrir segredos surpreendentes a respeito do passado de Rebecca, bem como o fato de o seu marido nunca ter amado Rebecca, e sim odiado-a, a trama dá início a momentos de tensão e suspense que são conduzidos neste filme com maestria.

## Elenco principal

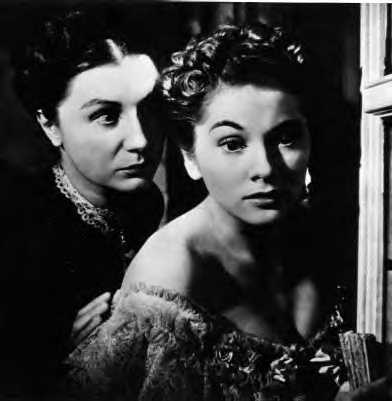
Joan Fontaine (à direita) e Judith Anderson (esquerda) em cena do filme.

- Joan Fontaine .... a jovem, segunda esposa de De Winter
- Laurence Olivier .... George Fortescue Maximilian "Maxim" de Winter
- Judith Anderson .... Sra. Danvers
- George Sanders .... Jack Favell
- Nigel Bruce .... Major Giles Lacy
- Reginald Denny .... Frank Crawley
- C. Aubrey Smith .... Coronel Julyan
- Gladys Cooper .... Beatrice Lacy
- Florence Bates .... Sra. Edythe Van Hopper
- Melville Cooper .... Coronel
- Leo G. Carroll .... Dr. Baker

## Principais prêmios e indicações
Oscar 1941 (EUA)
- Venceu nas categorias Melhor filme e Melhor fotografia em preto-e-branco.
- Indicado nas categorias Melhor diretor, Melhor ator (Laurence Olivier), Melhor atriz (Joan Fontaine), Melhor atriz coadjuvante (Judith Anderson), Melhor roteiro, Melhor direção de arte em preto e branco, Melhores efeitos especiais, Melhor edição e Melhor trilha sonora.